# 今どき落語
『今どき落語』（いまどきらくご）は、BSジャパンで2011年10月6日から2012年3月29日まで毎週木曜日22:30 - 23:00に放送されていたバラエティ番組（演芸番組）。全25回。

## 概要
毎回、1人の落語家が登場、落語を一席披露する。高座終了後には、舞台袖や楽屋で番組スタッフによる短いインタビュー（約1分）が行われる。
オープニング、エンディングでは伊集院光がナレーションで出演者の紹介など番組案内を務める。また、伊集院は番組CMにも出演している（単独・顔出し）。
収録は公開録画形式で行われ、演芸場・多目的ホールが会場に使用された。

## 放送リスト
| 回 | 放送日         | 出演                | 演目                   |
| -- | -------------- | ------------------- | ---------------------- |
| 1  | 2011年10月6日  | 柳家権太楼          | 家見舞                 |
| 2  | 2011年10月13日 | 古今亭菊之丞        | 湯屋番                 |
| 3  | 2011年10月20日 | 三遊亭小遊三        | 替り目                 |
| 4  | 2011年10月27日 | 柳家さん喬          | 天狗裁き               |
| 5  | 2011年11月3日  | 立川談笑            | 金明竹                 |
| 6  | 2011年11月10日 | 三遊亭兼好          | 一分茶番               |
| 7  | 2011年11月17日 | 林家彦いち          | 睨み合い               |
| 8  | 2011年11月24日 | 林家たい平          | 干物箱                 |
| 9  | 2011年12月1日  | 三遊亭白鳥          | マキシム・ド・のん兵衛 |
| 10 | 2011年12月8日  | 春風亭昇太          | ストレスの海           |
| 11 | 2011年12月15日 | 柳亭市馬            | 転宅                   |
| 12 | 2011年12月22日 | 瀧川鯉昇            | 時そば                 |
| 13 | 2012年1月5日   | 桃月庵白酒          | 壺算                   |
| 14 | 2012年1月12日  | 三遊亭歌武蔵        | 子ほめ                 |
| 15 | 2012年1月19日  | 橘家文左衛門        | 千早ふる               |
| 16 | 2012年1月26日  | 三遊亭円丈          | 前座生中継             |
| 17 | 2012年2月2日   | 柳家三三            | 萬金丹                 |
| 18 | 2012年2月9日   | 立川談志 追悼特別編 | 立川談志 追悼特別編    |
| 19 | 2012年2月16日  | 柳家花緑            | 花見小僧               |
| 20 | 2012年2月23日  | 古今亭志ん輔        | 豊竹屋                 |
| 21 | 2012年3月1日   | 五街道雲助          | お見立て               |
| 22 | 2012年3月8日   | 三遊亭王楽          | 片棒                   |
| 23 | 2012年3月15日  | 古今亭菊志ん        | 品川心中               |
| 24 | 2012年3月22日  | 立川生志            | たいこ腹               |
| 25 | 2012年3月29日  | 柳家喬太郎          | 紙入れ                 |

## 特別編
- 「立川談志 追悼特別編」（第18回放送）

出演：山藤章二、野末陳平、高田文夫、島敏光、立川左談次、木村万里、吉川潮、立川談四楼、立川ぜん馬、立川談幸
番組内容：2011年12月27日、番組プロデューサーである中村がメンバーでもある駄句駄句会（山藤章二主宰の句会）の忘年会会場にて談志と親交の厚かった各氏に、それぞれが思う「この一席」を直撃インタビュー。さらに談志が愛した銀座のバーに落語立川流発足以前からの古参の弟子たちが集合、師匠の思い出を語る。また、レア音源として番組スタッフでもある橘右橘が所有する1966年第二回「立川談志ひとり会」が収録されたソノシートから『源平盛衰記』の一節が流された。各氏が選んだ「この一席」は下記。※の演目は高座映像のワンシーンが流された。
山藤『よかちょろ』『落語チャンチャカチャン』※、野末『青龍刀権次』、高田『居残り佐平次』※、島『権兵衛狸』※、左談次『黄金餅』※、木村　ファンタジー系『権兵衛狸』『疝気の虫』/ イリュージョン系『二階ぞめき』『ぞろぞろ』/ スゴイ系『がまの油』『黄金餅』『らくだ』※/ ホロリ系『芝浜』『子別れ』、吉川『人情八百屋』※
- 『談志の落語なら この一席!』

放送日時：2002年2月2日 23:54 - 24:00、リピート放送：2月3日・4日・8日・9日
番組内容：上記の「立川談志 追悼特別編」のナビ番組。見所をダイジェスト映像で紹介。5分番組（本編約2分）。

## スタッフ
- ナレーター：伊集院光
- 題字・インタビュアー：橘右橘[1][2]
- 会場：浅草東洋館（#1-4）、北沢タウンホール（#5-8）、新宿文化センター（#9-12）、深川江戸資料館　小劇場（#13-29）
- 撮影：佐藤則吉
- 演出助手：東功吾
- 技術協力：クロースタジオ
- 構成・演出：宇都宮伸
- プロデューサー：新村正夫（テレビ東京）、中村真規（大有企画）
- 製作：BSジャパン、大有企画